# Zodarion nigriceps
Zodarion nigriceps är en spindelart som först beskrevs av Simon 1873.  Zodarion nigriceps ingår i släktet Zodarion och familjen Zodariidae. Inga underarter finns listade i Catalogue of Life.